# 阿波火山
阿波火山是一座位于菲律宾棉兰老岛东南部的活火山，海拔2,954公尺，为菲律宾最高峰。达沃市位于其东北方30公里处。近百年未喷发，有硫磺矿，覆盖着热带硬木林。
主峰及周围已经开辟为阿波火山国家公园（面积808.64平方公里），有瀑布、温泉等，为著名的旅游胜地，是菲律宾主要的攀登目的地。